# Бібі Мар'ям Бахтіярі

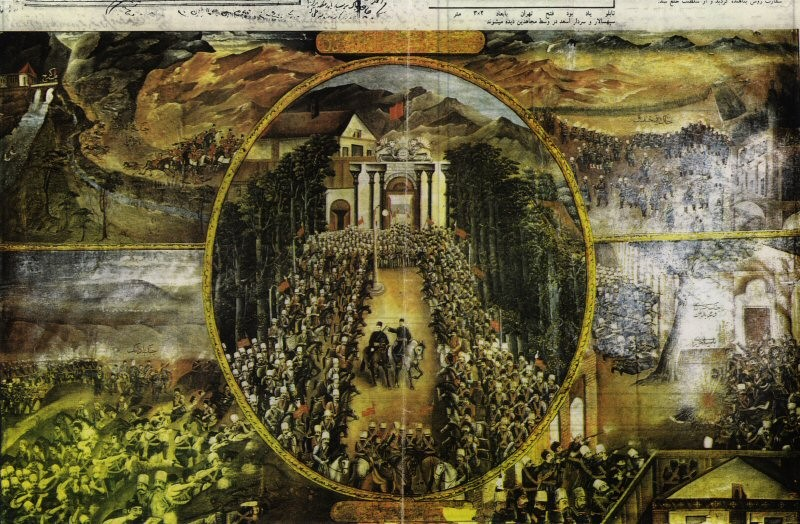
Пам'ятний плакат (3х4 м^{2}), присвячений завоюванню Тегерана бахтіарськими конституційними революціонерами в липні 1909 року.

Бібі Мар'ям Бахтіярі (лур.: بی مَریَمِ بَختیاری Bi Maryam Baxtiâri, перська: нар. بی بی ;مریم بختیاری; 1874 — пом. 1937, Ісфаган) — іранська революціонерка і активістка луро-бахтіарської Іранської конституційної революції, донька Хоссейна Ґолі Хана Бахтіярі, сестра Алі-Колі Хана Бахтіярі. Як військовий командувач, вона відіграла визначну роль в успішному захопленні Тегерану силами Бахтіярі за допомогою сучасної зброї з Німецької імперії у 1909 році в рамках революційної кампанії, направленої на примус центрального уряду до проведення демократичних реформ.

## Біографія
Бібі Мар'ям була освіченою іранською жінкою ХХ століття. Вона була однією з найвідоміших активісток руху за права жінок та піонером руху за свободу в конституційному русі. Завдяки своєму кочовому життю Мар'ям добре володіла технікою стрільби та різноманітними ремеслами.

## Роль в іранській конституційній революції
Бібі Мар'ям була одним із головних прихильників Сардара Асада Бахтіярі, який прагнув завоювати Тегеран. За допомогою кількох листів і телеграм, а також своїх навичок ораторського мистецтва вона підготувала племінні сили до боротьби проти Малої тиранії (тиранії Мухаммеда Алі Шаха). Перед звільненням Тегерана конституційними силами в 1909 році Бібі прибула до Тегерана разом з кількома досвідченими воїнами-бахтіарами і залишилася в будинку свого батька для планування партизанських дій. Коли війська Сардара Асада досягли Тегерана, вона разом з воїнами свого чоловіка приєдналася до конституційних сил проти військ Мохаммеда Алі Шаха. Вона особисто взяла рушницю і воювала пліч-о-пліч з лурськими воїнами.
Завдяки хоробрості в бою та технічним навичкам у роззброєнні правлячих військ її популярність зросла настільки, що їй присвоїли почесне звання сардара (верховного воєначальника).